# 來經濟
來經濟（1530年—1600年），字濟時，號继山，浙江紹興府蕭山縣人，竈籍，明朝政治人物。

## 生平
嘉靖三十七年（1558年）浙江鄉試第二十四名舉人。隆慶二年（1568年）中式戊辰科會試第二百十四名，三甲第八名進士。初授潮州府推官，歷官大同、太僕寺丞，改南京工部主事，负责维护修缮明孝陵，进都水司郎中。万历十一年，由南京工部郎中升廣西按察僉事，十五年六月升四川布政司分守下川東道左叅議。十七年四月，升本省按察司副使。丁母憂，考察降调，萬曆二十三年四月降补贵州左参议。二十八年二月卒，年七十一。

## 家族
曾祖來天球，按察司按察使；祖父來應元；父來聞凱，母周氏。慈侍下。兄来汝贤（礼部主事）。弟来经邦，字君燮，少时能挽勁弓一石，馳射多命中。母病瞽，晨昏奉侍，噫欠必聞，摇足展臂，靡不持掖。时时陳说小史野语可嬉笑者以怡母。伯兄憲副君（来经济）仕黔，以萬夀節入賀，道病，公兼程馳省，病劇，禱請身代，兄病以苏。後歸里，兄弟垂白，相愛益篤。经邦子来宗道，萬曆甲辰進士。次弟經正、經明。